# Мі-бемоль мінор
Мі-бемоль мінор (англ. E-flat minor, нім. es-Moll) — мінорна тональність, тонікою якої є звук мі-бемоль. Гама мі-бемоль мінор містить звуки: 
 мі♭ - фа - соль♭ - ля♭ - сі♭ - до♭ (до♮) - ре♭ (ре♮)
 E♭ - F - G♭ - A♭ - B♭ - C♭ - D♭
Паралельна тональність соль-бемоль мажор, однойменний мажор — Мі-бемоль мажор. Мі-бемоль мінор має шість бемолів біля ключа (сі-, мі-, ля-, ре-, соль-, до-).

## Найвідоміші твори, написані в цій тональності
- Б. Лятошинський  - хор "Тече вода в синє море", Траурна прелюдія для ф-но.
- С. С. Прокоф'єв, Симфонія № 6